# Doña Rama
Doña Rama es una localidad española del municipio de Belmez, perteneciente a la provincia de Córdoba, en la comunidad autónoma de Andalucía.

## Historia
Hacia mediados del siglo XIX, el lugar, ya por entonces perteneciente a Belmez, tenía contabilizada una población de 115 habitantes. La localidad aparece descrita en el séptimo volumen del Diccionario geográfico-estadístico-histórico de España y sus posesiones de Ultramar de Pascual Madoz de la siguiente manera:

DOÑA RAMA: ald. en la prov. y dióc. de Córdoba, part. jud. de Fuente-ovejuna: está sit. á una leg. SO. de la v. de Belméz, á cuyo ayunt. corresponde: sus casas se hallan diseminadas, viéndose entre ellas la igl. parr. bajo la advocacion de Ntra. Sra. de la Luz. Sus prod. son las mismas que las de Belméz (V.). pobl.: 32 vec., 115 almas.
(Madoz, 1847, p. 407)

En 2022, tenía empadronados 31 habitantes.